# Bjässan
Bjässan är en sjö i Ånge kommun i Medelpad som ingår i Ljungans huvudavrinningsområde. Sjöns area är 0,009 kvadratkilometer och den är belägen 310 meter över havet.